# Veterans of Disorder
Veterans of Disorder è un album in studio del gruppo musicale statunitense Royal Trux, pubblicato nel 1999.

## Tracce
Testi e musiche di Neil Hagerty e Jennifer Herrema.
1. Waterpark – 2:14
2. Stop – 2:46
3. The Exception – 2:19
4. Second Skin – 2:46
5. Witch's Tit – 2:47
6. Lunch Money – 2:39
7. ¡Yo Se! – 3:30
8. Sickazz Dog – 5:53
9. Coming Out Party – 5:27
10. Blue Is the Frequency – 8:54